# Lokomotiva Pm2

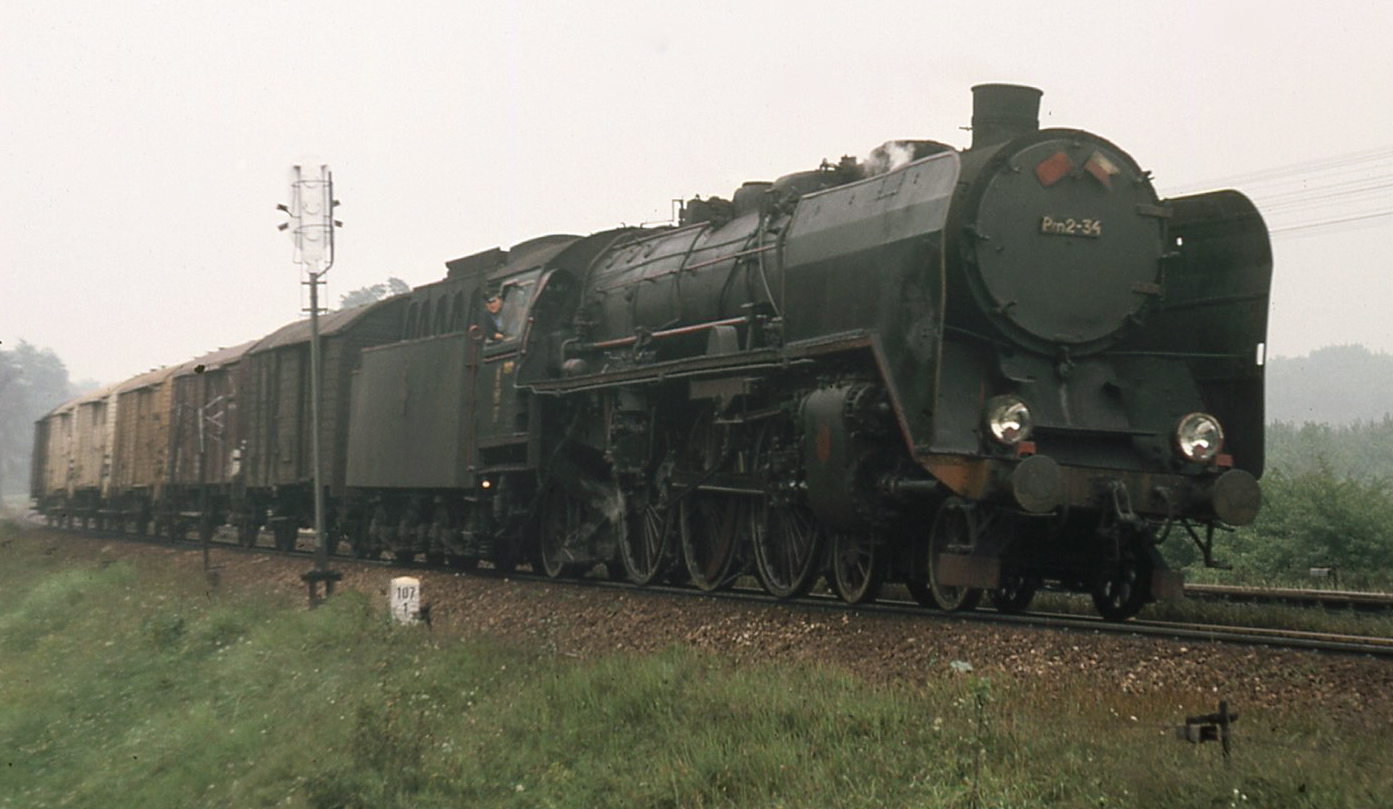
Lokomotiva Pm2-34

Pm2 je polská parní lokomotiva vyráběná v letech 1930 až 1938 v továrně Borsig v Berlíně. Lokomotivy tohoto typu byly používány především na osobní přepravu. Bylo vyrobeno asi 298 kusů.